# Nadtéretxnoie
Nadtéretxnoie (en rus: Надтеречное) és un poble de la república de Txetxènia, a Rússia, segons el cens del 2019 tenia 9.748 habitants.